# Fakovići
Fakovići (en serbe cyrillique : Факовићи) est un village de Bosnie-Herzégovine. Il est situé dans la municipalité de Bratunac et dans la république serbe de Bosnie. Selon les premiers résultats du recensement bosnien de 2013, il compte 119 habitants.

## Géographie
Fakovići est situé sur les bords de la Drina.

## Démographie

### Évolution historique de la population dans la localité
| 1948 | 1953 | 1961 | 1971 | 1981 | 1991 | 2013 |
| ---- | ---- | ---- | ---- | ---- | ---- | ---- |
| -    | -    | 179  | 166  | 158  | 162  | 119  |

|  |

### Communauté locale
En 1991, la communauté locale de Fakovići comptait 1 526 habitants, répartis de la manière suivante :